# Maria Francisca de Saboia
Maria Francisca Ana Romana de Saboia (em italiano: Maria Francesca Anna Romana di Savoia; 26 de dezembro de 1914 – 7 de dezembro de 2001) foi a filha mais nova do rei Vítor Emanuel III da Itália e da rainha Helena de Montenegro. Era irmã do rei Humberto II da Itália, da condessa Iolanda de Bergolo, da condessa Mafalda de Hesse e da rainha Joana da Bulgária.

## Biografia
Maria Francisca nasceu em Roma, no dia 26 de Dezembro de 1914, poucos meses antes de a Itália entrar na Primeira Guerra Mundial. Era a filha mais nova do rei Vítor Emanuel III de Itália e da sua esposa, a princesa Helena de Montenegro. Conhecida pela sua beleza e timidez, a princesa foi uma das primeiras crianças de classe alta de Itália a usar o cabelo curto, o que ajudou a popularizar este visual no país ao longo da década de 1920.
Durante a sua adolescência, Maria Francisca também revelou um gosto especial por futebol, chegando a estar presente em vários jogos. Antes de se casar, participou com os pais em vários eventos oficiais, principalmente ligados com a educação de crianças, tornando-se madrinha de várias fundações e instituições dedicadas a essa área.
Na década de 1930, surgiram rumores de que Maria Francisca estaria noiva do príncipe Otto da Áustria, herdeiro do extinto Império Austro-Húngaro, no entanto, o casamento nunca aconteceu. A 23 de Janeiro de 1939, Maria Francisca casou-se na Capela Paola do Palácio do Quirinal com o príncipe Luís de Bourbon-Parma, filho do duque Roberto I de Parma e da sua esposa, a infanta Maria Antónia de Bragança, e irmão da imperatriz Zita da Áustria. Juntos, tiveram quatro filhos.
Como represália contra o Golpe de Estado que o seu pai organizou contra Mussolini e o anúncio de um Armistício com os Aliados, a 8 de Setembro de 1943, Maria Francisca foi presa e enviada para um campo de concentração Nazi perto de Berlim, à semelhança do que aconteceu com a sua irmã mais velha, Mafalda. Maria Francisca ficou presa até ao final da Segunda Guerra Mundial, uma experiência que a marcou para o resto da vida, principalmente devido à morte da sua irmã Mafalda no campo de concentração de Buchenwald em 1944.
Maria Francisca regressou à Itália, onde viveu até 1946, ano em que, por referendo popular, a monarquia foi extinta. Posteriormente, mudou-se para Mandelieu, na França, onde viveu até à sua morte, aos oitenta-e-sete anos de idade, em 2001. O seu sobrinho-neto, o Vítor Emanuel, Príncipe de Nápoles, pretendente do trono italiano, esteve presente no seu funeral que se realizou a 10 de Dezembro de 2001.

## Casamento e descendência
No dia 23 de janeiro de 1939, Maria Francisca casou-se com o príncipe Luís de Bourbon-Parma. Tiveram quatro filhos, todos nascidos em Cannes:
1. Guy Sixte Luís Roberto Vítor de Bourbon-Parma (7 de agosto de 1940 – 10 de março de 1991), casado com Brigitte Peu-Duvallon; com descendência.
2. Rémy Francisco de Bourbon-Parma (n. 14 de julho de 1942), casado com Laurence Dufresne d'Arganchy; com descendência.
3. Chantal Maria de Bourbon-Parma (n. 24 de novembro de 1946), casada com Panagiotis Skinas; com descendência.
4. João Bernardo Rémy de Bourbon-Parma (n. 15 de outubro de 1961), casado com Virginia Roatta; com descendência.

Morreu em Mandelieu, França, em 2001.